# Balatonakali

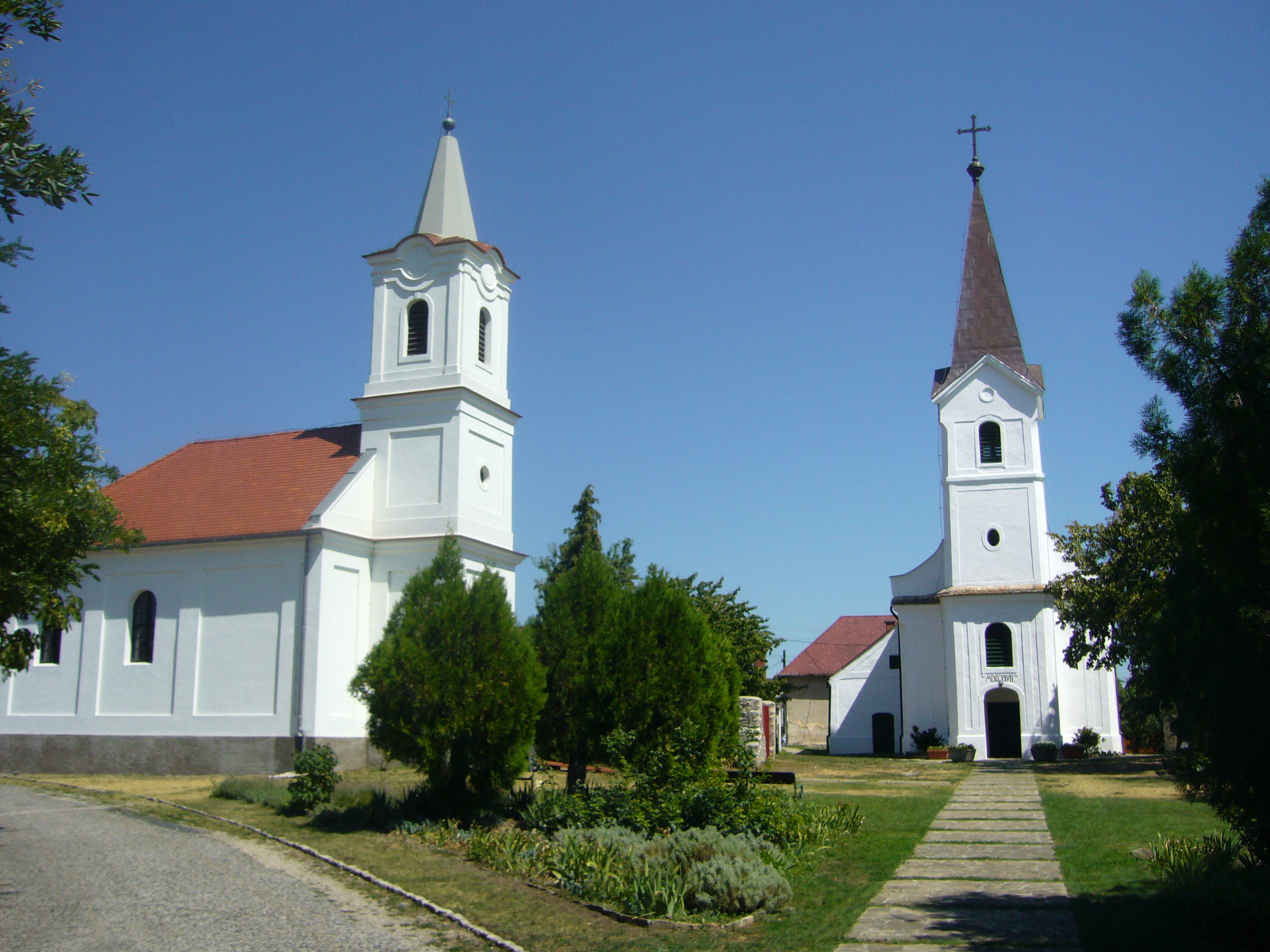
Dva kostely v Balatonakali, které jsou i vyobrazeny na znaku

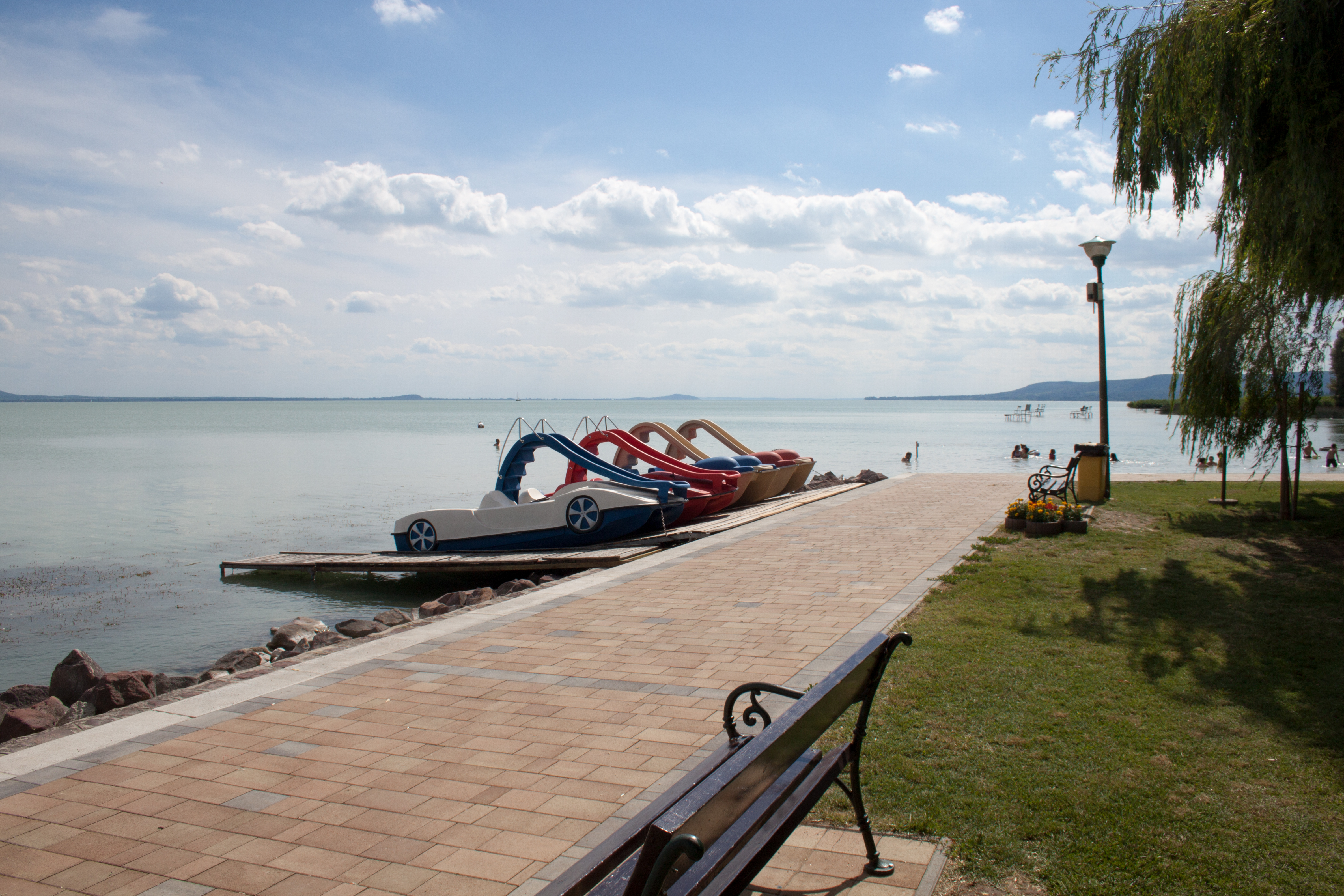
Pláž v Balatonakali

Balatonakali (do roku 1954 Akali) je vesnice a letovisko v Maďarsku v župě Veszprém, spadající pod okres Balatonfüred. Nachází se u břehu Balatonu, asi 11 km jihozápadně od Balatonfüredu. V roce 2015 zde žilo 658 obyvatel, z nichž jsou 76 % Maďaři, 2,9 % Němci a 0,2 % Romové.
Sousedními vesnicemi jsou Balatonudvari, Dörgicse a Zánka.